# マイケル・シファー (政治学者)

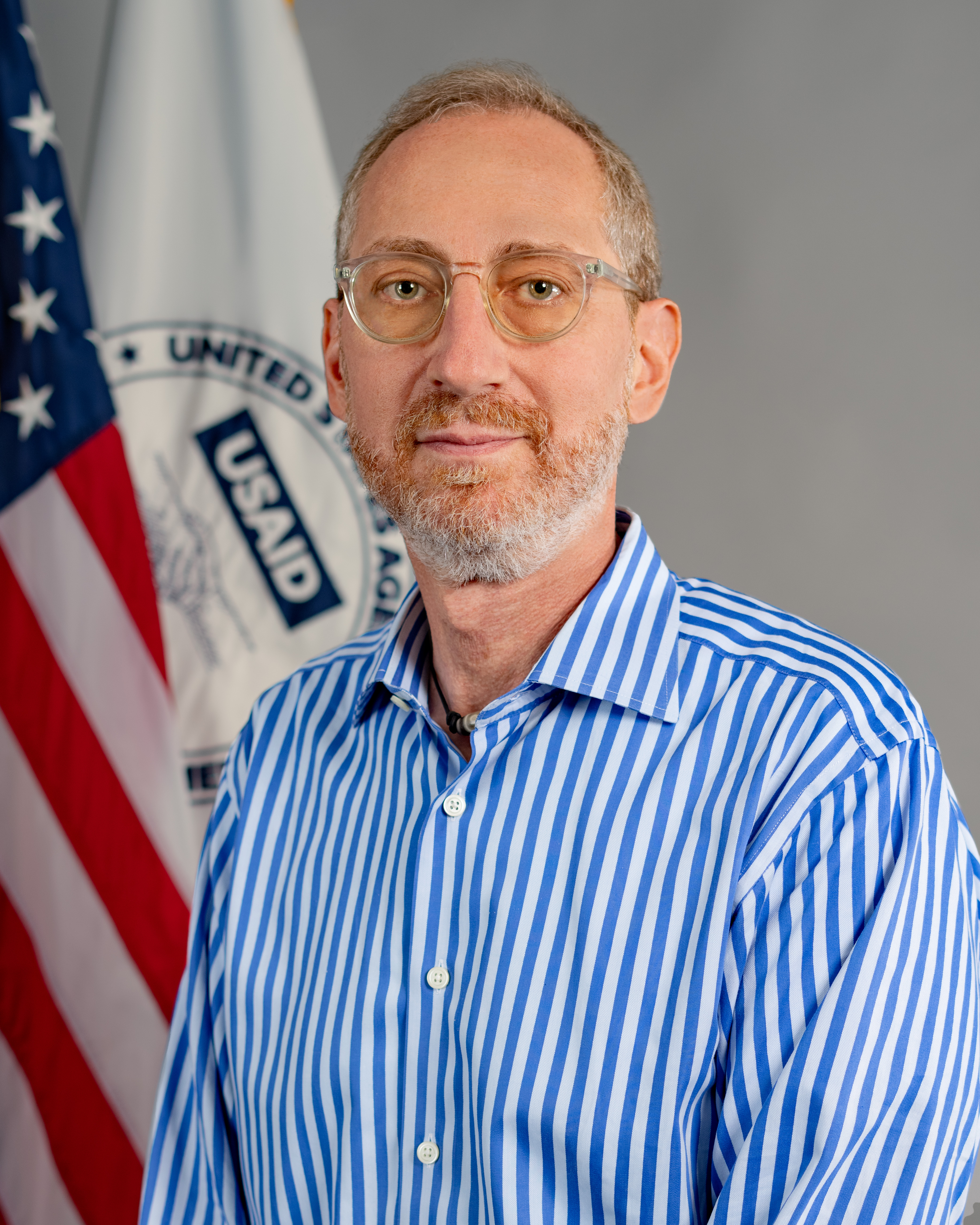
マイケル・シファー

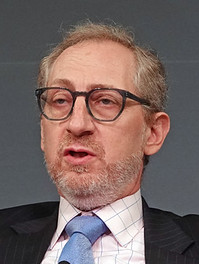
2024

マイケル・シファー（Michael Schiffer）は、アメリカ合衆国の政治家、政治学者。

## 生涯
ジョージタウン大学で学士号を取得。ロンドン・スクール・オブ・エコノミクスおよびニューヨーク大学で修士号を取得。
1995年から2004年までダイアン・ファインスタイン上院議員（民主党、カリフォルニア州選出）の議員スタッフとして勤務。国家安全保障担当の上級顧問および立法担当責任者を務めた。
2004年から2005年まで米外交問題評議会の日立国際問題研究員として、日本の防衛研究所に在籍。東アジアの安全保障問題を中心に研究生活を送った。
2006年から2009年まで外交シンクタンクのスタンリー財団に所属し、アジア関連の政策分析や政治対話の計画調整を担当。アメリカの国家安全保障や国際安全保障の課題を扱った。2008年の大統領選挙ではバラク・オバマ候補の対日政策顧問団メンバーとして、対アジア政策および対日政策の企画立案に深く関与した。またアイオワ大学アジア太平洋研究センターの研究員も兼務し、国際安全保障問題や政治問題、メディア問題など広範な領域で執筆活動を展開した。
2009年4月から、国防次官補室（アジア太平洋安全保障担当）にて国防次官補代理（東アジア担当）として勤務。担当する東アジア政策の戦略立案・実施を目的として、国防総省の上層部に対して助言を提供。